# Finlands flagga

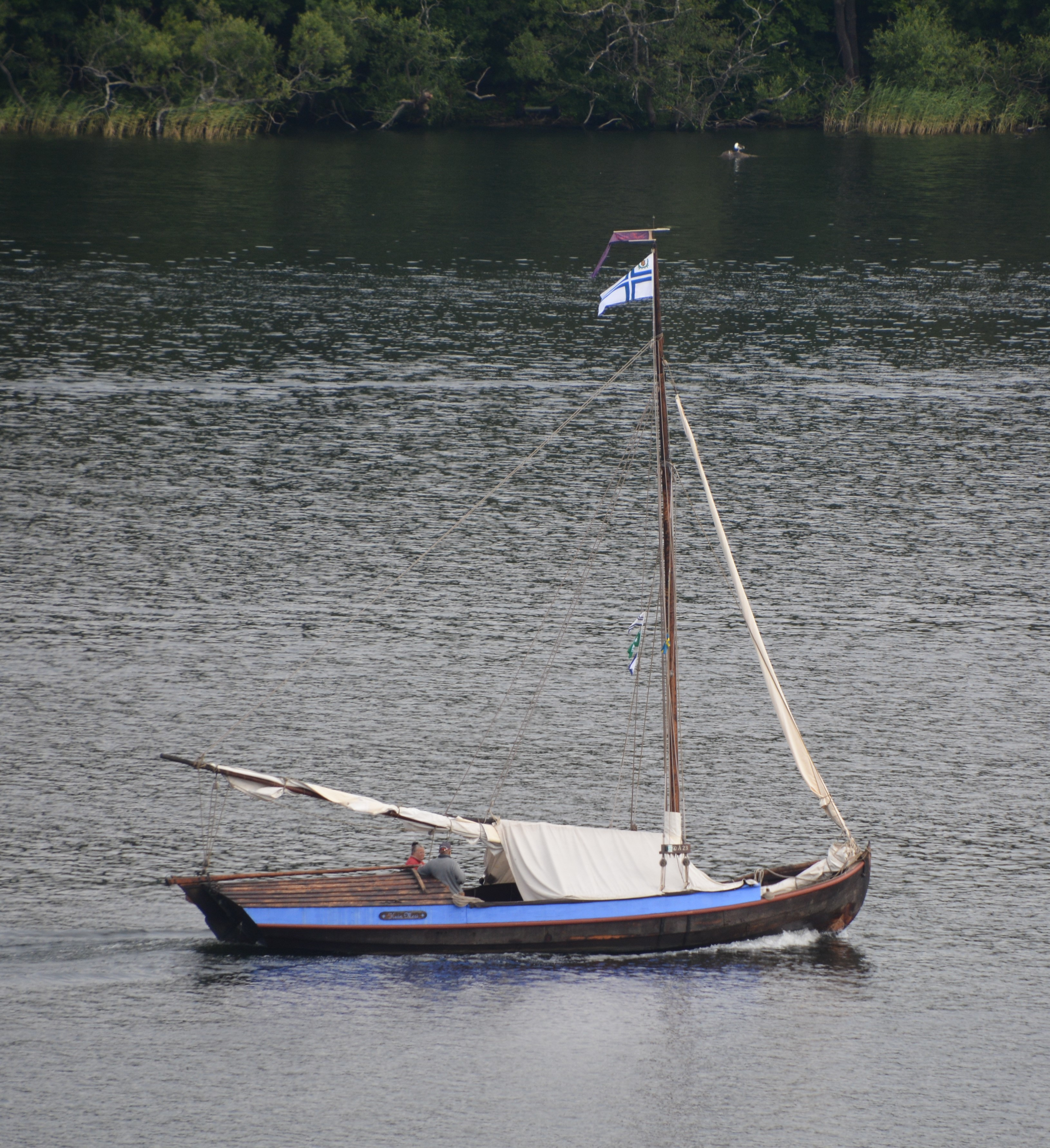
Finländsk båtklubbsflagga

Finlands flagga består av ett blått kors på vit botten och antogs som nationalflagga 1918. Färgerna är blå 294C och vit (statsflaggan även röd 186C och gul 123C) enligt färgsystemet PMS.

## Symbolik
Den vita bottnen sägs representera den snö som täcker landets jord. Det blåa korset sägs representera vattendragen i de ”Tusen sjöars land”. Zacharias Topelius hade redan 1854 beskrivit de finländska färgerna som blått och vitt i berättelsen "Fästningen Finlands värn", som publicerades i barntidningen Eos. Berättelsen handlar om ett snöbollskrig mellan småpojkar där pojkarnas general säger: "Jag säger er att hvitt och blått är de finska färgerna - hvitt för våra vintrars snö och blått för våra blåa sjöar". 1863 lät Topelius i Helsingfors tidningar publicera en dikt om färgernas betydelse "Finlands flagga".
Själva utformningen, med korset, representerar enighet med de andra nordiska länderna.

## Varianter
Flaggan finns i två varianter, nationalflagga och statsflagga. Nationalflaggan är den flagga som används civilt, den enkla vit-blå korsflaggan. Statsflaggan används av i lag eller annat stadgande namngivna statliga myndigheter och har Finlands vapen i kvadratisk form i korsmitten. Nationalflaggan är alltid rektangulär, medan statsflaggan också finns i tretungad variant för militärt bruk samt i en variant som presidentflagga.

## Statsflaggan
Flaggan antogs efter det Finska inbördeskriget 1918. I statsflaggan infogas Finlands statsvapen i mitten av korset. Försvarsmaktens flagga är tretungad med statsvapnet i mitten av korset. Presidentens flagga är tretungad med statsvapnet i mitten av korset samt Frihetskorset i vänstra hörnet.

## Flaggan före 1918

Finländska segelföreningars flaggprototyp.
Rysslands örlogsflagga.

Under den ryska tiden fanns det flera läger som sinsemellan stred om vilken flagga som skulle vara Finlands flagga. 1848 hade studentkåren beställt en vit flagga, med Finlands vapen och en lagerkrans i mitten. Det framfördes även starka argument för att Finlands flagga skulle bestå av färgerna på vapnet: rött och guld. Den så kallade Lejonfanan användes även tidvis men förbjöds av myndigheterna 1860.
Den ryska flottan använde sig sedan gammalt av en flagga med ett andreaskors i blått på vit bakgrund. Flaggan användes även av Kejserliga Flodsegelsällskapet i Sankt Petersburg med sällskapets vapen i inre, övre hörnet. 1861 gav tsaren av Ryssland tillstånd åt Nyländska jaktklubben att använda flaggan som föreningsflagga, med deras vapen istället för det ryska. Efter det följde flera segelsällskap efter med Björneborgs segelsällskap som det första 1866.
Åren 1862–1863 rasade en häftig flaggdebatt med allt från korsflaggor, randiga flaggor till stjärnflaggor. Debatten om vilken flagga som egentligen var Finlands flagga fortsatte ända fram till efter inbördeskriget. Under inbördeskriget använde sig de röda gardena av röda flaggor, medan de vita skyddskårerna använde sig av vita flaggor. Den finländska lantdagen beslöt i maj 1918 att stadfästa Finlands flagga som en korsflagga med ett blått kors på vit bakgrund. Denna flagga var identisk med segelsällskapens flagga, så 1918 tillkom det smala vita korset inom det blåa korset för den senare. Respektive förenings emblem finns i inre, övre hörnet (på bilden representerad av ett av en cirkel inneslutet kryss). Denna flagga används på praktiskt taget alla föreningsregistrerade privata båtar än idag. Den får användas istället för nationalflaggan på fritidsfarkoster, utan begränsningar i lag eller förordning.

## Landskapens flaggor
Flera av Finlands landskap har egna flaggor, dessa är som regel baserade på motsvarande landskapsvapen. Undantaget är det självstyrande landskapet Åland som har en egen korsflagga.

Egentliga Tavastland
Kajanaland
Mellersta Finland
Mellersta Österbotten
Norra Karelen
Norra Savolax
Nyland
Päijänne-Tavastland
Satakunta
Södra Savolax
Södra Österbotten
Åland